# Excitable Boy
Excitable Boy je třetí studiové album amerického hudebníka Warrena Zevona. Vydáno bylo v lednu roku 1978 společností Asylum Records. Nahráno bylo v Los Angeles a jeho producenty byli Jackson Browne a Waddy Wachtel. Umístilo se na osmé příčce hitparády Billboard 200 a stalo se platinovým (RIAA). Roku 2007 vyšla remasterovaná verze alba.

## Seznam skladeb
1. Johnny Strikes Up the Band (Warren Zevon) – 2:49
2. Roland the Headless Thompson Gunner (David Lindell, Zevon) – 3:47
3. Excitable Boy (LeRoy Marinell, Zevon) – 2:40
4. Werewolves of London (Waddy Wachtel, Marinell, Zevon) – 3:27
5. Accidentally Like a Martyr (Zevon) – 3:37
6. Nighttime in the Switching Yard (Jorge Calderón, Lindell, Wachtel, Zevon) – 4:15
7. Veracruz (Calderón, Zevon) – 3:30
8. Tenderness on the Block (Jackson Browne, Zevon) – 3:55
9. Lawyers, Guns and Money (Zevon) – 3:29

## Obsazení
- Warren Zevon – zpěv, klavír, varhany, syntezátor, doprovodné vokály
- Jorge Calderón – doprovodné vokály
- Danny „Kootch“ Kortchmar - kytara, perkuse
- Karla Bonoff – doprovodné vokály
- Jackson Browne – kytara, doprovodné vokály
- Luis Damian – jarana
- Kenny Edwards – baskytara, doprovodné vokály
- John McVie - baskytara
- Mick Fleetwood – bicí
- Arthur Gerst – mexická harfa
- Bob Glaub – baskytara
- Jim Horn – zobcová flétma, saxofon
- Greg Ladanyi – zvony
- Rick Marotta – bicí
- Jeff Porcaro – bicí, perkuse
- Linda Ronstadt – doprovodné vokály
- Leland Sklar – baskytara
- J. D. Souther – doprovodné vokály
- Manuel Vasquez – requinto
- Waddy Wachtel – kytara, syntezátor, doprovodné vokály
- Jennifer Warnes – doprovodné vokály